# 西婆羅洲鬍鯰
西婆羅洲鬍鯰，為輻鰭魚綱鯰形目塘虱魚科的其中一種，分布於亞洲婆羅洲西部淡水流域，體長可達26公分，棲息在底層水域，生活習性不明。

## 扩展阅读
維基物種上的相關：西婆羅洲鬍鯰